# 長野城 (伊勢国)
長野城（ながのじょう）は、三重県津市美里町桂畑にあった中世の日本の城（山城）。

## 構造
標高520mの山頂に位置し、付近の標高230mの丘陵尾根には東の城・中の城・西の城が築かれていた。伊賀道に面した交通の要衝にあり、堀切と土塁に囲まれた郭が点在する。主郭の台状地の三方には土塁を巡らし、さらに周囲には階段状の腰曲輪があった。

## 歴史
工藤祐藤によって文永11年（1274年）に築城され、長野工藤氏の拠点とされた。貞和2年（1346年）に北畠氏に攻められて落城したが、文和元年（1352年）に再び工藤氏が入っている。延文5年（1360年）には室町幕府に反乱した仁木義長が逃げこみ、追討軍に対して2年以上籠城を続けた。
永禄12年（1569年）に織田信長が侵攻すると、弟の織田信包を工藤氏の養子として和睦した。信包は元亀元年（1570年）に上野城を居城とし、長野城を廃している。1982年1月16日、付近にある「東の城」「中の城」「西の城」の跡とともに「長野氏城跡」として国の史跡に指定された。